# Президентский совет СССР
Президентский совет СССР — совещательный орган при Президенте СССР, образованный на основании Закона СССР от 14 марта 1990 года «Об учреждении поста Президента СССР и внесении изменений и дополнений в Конституцию (Основной Закон) СССР».

## История
Статьёй 127.5 Конституции СССР устанавливалось, что Президентский совет СССР действует при Президенте СССР. Его задачей являлась выработка мер по реализации основных направлений внутренней и внешней политики СССР, обеспечению безопасности страны.
Члены Президентского совета СССР назначались Президентом СССР. Председатель Совета Министров СССР входил в его состав по должности.
В заседаниях Президентского совета СССР вправе был участвовать Председатель Верховного Совета СССР (эту должность в 1990—1991 годах занимал Анатолий Иванович Лукьянов).
Статьёй 127.6 Конституции СССР предусматривалась возможность проведения Президентом СССР совместных заседаний Совета Федерации СССР и Президентского совета СССР для рассмотрения наиболее важных вопросов внутренней и внешней политики страны.
Указом Президента СССР от 21 марта 1990 года было определено место нахождения резиденции Президентского совета СССР — Кремль, город Москва.
Упоминание о Президентском совете СССР из Конституции СССР было исключено Законом СССР от 26 декабря 1990 года «Об изменениях и дополнениях Конституции (Основного Закона) СССР в связи с совершенствованием системы государственного управления». 21 сентября 1991 года фактически заменён Политическим консультативным советом при Президенте СССР.

## Члены Президентского совета СССР
1. Рыжков Николай Иванович (вошёл в состав по должности — Председатель Совета Министров СССР; 26 декабря 1990 года данное положение было исключено из Конституции СССР[4]).
2. Шеварднадзе Эдуард Амвросиевич (c 23 марта 1990 года[5]).
3. Маслюков Юрий Дмитриевич (с 23 марта 1990 года[6]).
4. Крючков Владимир Александрович (с 23 марта 1990 года[7]).
5. Язов Дмитрий Тимофеевич (c 23 марта 1990 года[8]).
6. Айтматов Чингиз Торекулович (c 23 марта[9] по 2 ноября 1990 года[10]).
7. Шаталин Станислав Сергеевич (с 23 марта 1990 года[11]).
8. Распутин Валентин Григорьевич (с 23 марта 1990 года[12]).
9. Яковлев Александр Николаевич (с 23 марта 1990 года[13]).
10. Ярин Вениамин Александрович (c 23 марта 1990 года[14]).
11. Каулс Альберт Эрнстович (с 23 марта 1990 года[15]).
12. Осипьян Юрий Андреевич (c 23 марта 1990 года[16])
13. Примаков Евгений Максимович (c 23 марта 1990 года[17]).
14. Болдин Валерий Иванович (с 23 марта 1990 года[18]).
15. Бакатин Вадим Викторович (с 23 марта 1990 года[19]).
16. Ревенко Григорий Иванович (с 23 марта 1990 года[20]).
17. Медведев Вадим Андреевич (с 17 июля 1990 года[21])
18. Губенко Николай Николаевич (с 3 ноября 1990 года[22]).